# Smalflen
Smalflen (Phalaris angusta) är en gräsart som beskrevs av Christian Gottfried Daniel Nees von Esenbeck och Carl Bernhard von Trinius. Smalflen ingår i släktet flenar, och familjen gräs. Inga underarter finns listade i Catalogue of Life.